# BRP Alberto Navarette (PG-394)
Le BRP Alberto Navarette (PG-394) est un patrouilleur de la marine philippine issue de la classe Point (en) de l'United States Coast Guard. Il est le navire de tête de la classe Alberto Navarette comprenant aussi le BRP Abraham Campo (PG-396).

## Histoire
L'USCGC Point Evans (WPB-82354) a été construit au chantier naval JM Martinac Shipbuilding Corp. à  Tacoma, État de Washington, en 1967. Il a servi, de 1967 à 1992, à Long Beach en Californie, puis de 1992 à 1999, à Kauai sur l'Archipel d'Hawaï.
Il a été transféré aux Philippines en 2001 et rebaptisée BRP Alberto Navarette (PG-394). Il effectue des missions de protection auprès des touristes.

## Classe Alberto Navarette
- BRP Alberto Navarette (PG-394)
- BRP Abraham Campo (PG-396), ex-USCGC Point Doran (WPB-82375)

### Note et référence
- (en) Cet article est partiellement ou en totalité issu de l’article de Wikipédia en anglais intitulé « BRP Alberto Navarette (PG-394) » (voir la liste des auteurs).